# Ladislav Struna
Ladislav Herbert Struna (27. června 1899 v Praze – 14. února 1980 v Praze) byl český herec a malíř.

## Život
Během svého života si za více než 60 let zahrál zhruba v 80 českých hraných filmech, většinou se jednalo pouze o malé či vedlejší role, které ovšem byly často velmi výrazné.
Pocházel ze středostavovské rodiny, jeho tatínek byl majitel uhlířské firmy. Od dětství rád maloval a kreslil a díky této své celoživotní zálibě se dostal i k práci ve filmové společnosti Wetebfilm, kde pracoval jako filmový výtvarník, maskér, rekvizitář, poslíček a asistent kamery. S filmováním začal již v dětském věku v roce 1913 ve snímku Pražský student ještě před svým odjezdem na bojiště první světové války, ve filmování pokračoval i po svém návratu ze zákopů první světové války ještě hluboko v průkopnické éře němého filmu. V té době si zahrál v celé řádě němých filmů, z nichž se do dnešních dob dochovaly pouze některé. Jeho filmařská kariéra úspěšně pokračovala i v éře zvukového filmu.
Jeho práci u filmu na čas přerušila druhá světová válka, kdy se věnoval především práci v rodinné firmě.
Byl poměrně vyhledávaným hercem zejména pro svůj nestylizovaný civilní herecký projev i sytý znělý baryton, často hrál i ve studentských filmech.
Svoji poslední větší filmovou roli ztvárnil ve válečném filmu Zbraně pro Prahu z roku 1974, kde si zahrál otce hlavního hrdiny, který zde byl i zbrojířem a dělostřelcem v jedné osobě.